# Sportsland SUGO

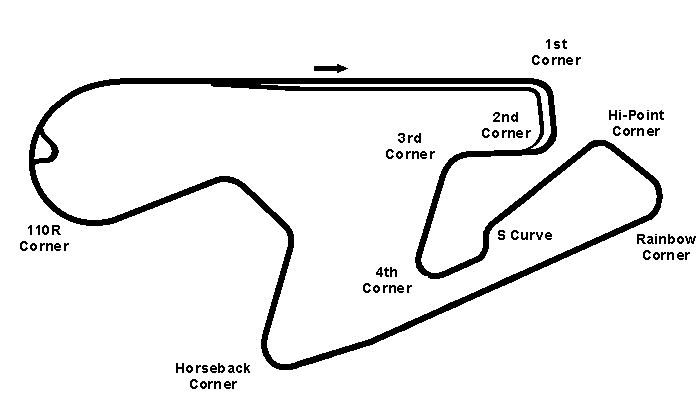
Sportsland Sugo

Het Sportsland SUGO (Japans スポーツランドSUGO, Supōtsurando SUGO) is een circuit in Murata, Japan. 
Het circuit werd in 1975 geopend en is eigendom van Yamaha Motor Company. Met een oppervlakte van 2,1 miljoen vierkantemeter is het een van de grootste circuitparken van Japan. Op het terrein bevinden zich in totaal vier circuits. Een stratencircuit, een motorcross-circuit, een trial-parcours en een kartbaan. Het stratencircuit heeft een lengte van 3,737 km en wordt kloksgewijs bereden.

## Evenementen
De volgende evenementen vinden jaarlijks op het circuit plaats:
- Super GT
- D1 Grand Prix
- Formule Nippon
- All Japan Road Race Championship
- Wereldkampioenschap motorcross

Van 1988 tot 2003 was het circuit daarnaast gastheer voor een ronde van het wereldkampioenschap superbike.